# Via Portuensis
La Via Portuensis était une voie de la Rome antique, menant au Portus, elle fut construite par l’empereur Claude, sur la rive droite du Tibre.
Elle partait du pont Æmilius et sa première partie de parcours suivait celle de la Via Campana.